# 106-я моторизованная дивизия
106-я моторизованная дивизия (106 мд) — общевойсковое соединение Красной армии в Вооружённых силах СССР во время Великой Отечественной войны.
Наименование:
- полное действительное — 106-я моторизованная дивизия';
- сокращённое — 106 мд[1]. В некоторых источниках встречаются другие её действительные наименования — 106-я мотострелковая дивизия (106 мсд).

## История
8 июля 1941 года началось переформирование 221-й моторизованной дивизии 27-го механизированного корпуса в 106-ю танковую дивизию, но затем руководством было принято решение, в связи с отсутствием основного вооружения — танков, дивизию переформировать в 106-ю моторизованную дивизию.
19 июля. Приказ о сформировании танковых дивизий Генерального штаба Красной армии № 0058, от 19 июля 1941 года, за подписью Заместителя Народного комиссара обороны и начальника Генерального штаба Красной Армии генерала армии Г. К. Жукова констатировал окончание формирования 18 июля 1941 года 101-й, 102-й, 104-й, 105-й, 107-й, 108-й, 109-й и 110-й танковых дивизий, а для 103-й и 106-й мотострелковых дивизий поступление в распоряжение командующего Резервным фронтом. Командиром дивизии назначен полковник И. Ф. Куц.
К 22 июля Генеральным штабом Красной Армии начальники довольствующих управлений обязывались доукомплектовать дивизию недостающим вооружением, имуществом и личным составом.
Дивизия вошла в состав Резервного фронта (командующий войсками фронта генерал армии Г. К. Жуков), который участвовал в Смоленском сражении.
23 июля 106-я моторизованная дивизия начала участие боях за город Ельня.
24 июля моторизованное соединение участвует в боях за город Ельня. В результате боя 24/VII положение частей следующее: 106 мсд и 120 сд подготавливают к обороне фронт на река Угра на участке Угричка — Коробец — Каменец.
29 июля
С 15 июля до 29 июля 24-я армия в составе Фронта резервных армий удерживала оборонительный рубеж Белый — Дорогобуж — Ельня. В ходе Смоленского сражения её войска нанесли два контрудара: сначала по группировке германских войск, обходившей г. Смоленск с севера, и по войскам противника, наступавшим из района г. Ельни на г. Дорогобуж.
Формирование участвует в боях за город Ельня.
30 июля образован Резервный фронт. 24-я армия передана Резервному фронту.
31 июля. Дивизия участвует в боях за г. Ельня в составе 24-й армии Резервного фронта.
8 августа
Войска 24-й армии вели бои за освобождение города Ельня.
Боевое донесение № 26. Штаб опергруппы 24-й армии. Волочёк. 8.8.41. 13.00
1. Войска оперативной группы 24-й армии выполняя приказ № 012/ОП в 10.30 начали артиллерийскую подготовку и в 12.00 пошли в атаку.
6. 106 мд перерывом связи данных к 12.50 не получили.
7. 100 сд и 106 мд запрошены по радио.
Командующий 24-й армией Ракутин. Начальник штаба 24-й опергруппы полковник Иванов.
Боевое донесение № 27. Штаб опергруппы 24-й армии. Волочёк. 8.8.41. 14.00
1. Противник на фронте Дубовежье, Быково, под натиском частей 107 сд мелкими группами отходит на юго-запад. На остальном фронте упорно обороняется.
7. 106 мд ведёт бой на рубеже Мальцево, Большая Лапня, встречая сильный миномётный огонь противника.
Командующий 24-й армией Ракутин. Начальник штаба 24-й опергруппы полковник Иванов.
Боевое донесение № 28. Штаб опергруппы 24-й армии. Волочёк. 8.8.41. 20.00
1. Противник на фронте: 107 сд оказывая сопротивление мелкими группами отходит на юго-запад, на фронте остальных дивизий оказывает упорное сопротивление, применяя против наших наступающих частей артиллерию, миномётный огонь и бомбардировочную авиацию.
2. Войска оперативной группы 24 армии выполняя приказ № 012/ОП в течение всего дня вели ожесточённые бои и к 20.00 8.8.41 г. достигли следующих результатов:
д/ 120 сд, 105 тд, 106 мд в течение всего дня вели бои на ранее занятых рубежах и успеха не имели.
Командующий 24-й армией Ракутин. Начальник штаба 24-й опергруппы полковник Иванов.
18 августа. Формирование участвует в боях за г. Ельня. 18 августа 1941 года приказом начальника Генерального штаба генерала армии Г. К. Жукова командир дивизии полковник Алексеев снят с должности командира дивизии. Командиром 106 мд назначен полковник Брынзов Василий Петрович, бывший командир 158 сд.
19 августа. Мотодивизия участвует в боях за г. Ельня. Командир дивизии полковник В. П. Брынзов, военный комиссар дивизии полковой комиссар Я. Е. Агроник и начальник политотдела батальонный комиссар В. П. Столяров.
Из-за сильной недооценки наступающих войск нацистской Германии, войска армий РККА продолжали неудачные попытки ликвидировать Ельнинский плацдарм захватчика вплоть до 21 августа. 21 августа командующий войсками Резервного фронта генерал армии Г. К. Жуков приказал генерал-майору К. И. Ракутину прекратить атаки, специально отметив безграмотное применении танков 102-й, 105-й танковых и 103-й, 106-й моторизованных дивизий, и приступить к подготовке нового, более сильного и организованного удара.
28 августа. Соединение участвует в боях за город Ельня. 28 августа 1941 года от должностей освобождены командир дивизии полковник В. П. Брынзов (был ранен), военный комиссар дивизии полковой комиссар Я. Е. Агроник и начальник политотдела батальонный комиссар В. П. Столяров. Командиром дивизии назначен майор К. С. Монахов, командир 282 сп 19 сд.
30 августа началась Ельнинская наступательная операция. 106 мд участвовала в этой операции. Командир дивизии майор К. С. Монахов. С 30 августа по 8 сентября 1941 года дивизия принимала участие в Ельнинской наступательной операции. Она входила в состав 24-й армии Резервного фронта и находилась на левом фланге. Сосед справа 120 сд, сосед слева 303 сд.
С 23 июля по 5 сентября 1941 года дивизия участвует в боях за г. Ельня. 5 сентября 1941 года года Ельня освобождена. По окончании Ельнинской операции, 106-я моторизованная дивизия, как и остальные дивизии 24 А, имела значительные потери в предыдущих боях за Ельню.
В некоторых источниках указано что с 28 сентября 1941 года 106-я моторизованная дивизия переформирована в 106-ю стрелковую дивизию Резервного фронта (2-го формирования), но в докладе дивизионного комиссара К. Абрамова «О боевых действиях 24-я армии в период 26 сентября — 14 октября 1941 года», генерал-майору товарищу Шевченко, учтённого в ГШ КА за № 647, 10 марта 1942 года, указана 106-я моторизованная дивизия, о 106-й стрелковой дивизии не упомянуто.
В двадцатых числах сентября 1941 года соединения и части 24-я армии продолжали вести небольшие наступательные бои, а в конце сентября перешли к обороне.

## Командование
Командиры дивизии:
- Куц, Иван Фёдорович, полковник.[3]
- Алексеев (до 18.08.41), полковник.[3]
- Брынзов, Василий Петрович, полковник.[3]
- Монахов, Константин Сергеевич (с 28.08.41), майор.[3]

Военный комиссар:
- Агроник Яков Ефимович (12.07.41-28.08.41), полковой комиссар.[3]

Начальник штаба:
- Комаров (на 10.41 г.), майор.[3]

Другие командиры:
- Начальник политотдела батальонный комиссар Столяров Владимир Петрович (12.07.41-28.08.41).[2]
- Зам. начальника политического отдела Федотов Фёдор Степанович (с 07.07.41).

Начальник отделения связи
- майор Бединеев.[3]

Начальник строевого отделения
- интендант 3 ранга Жданов (на 10.41 г.).[3]

Начальник отделения тыла
- майор Зиновьев.[3]

Начальник артиллерии
- майор Матвей Зеликович Слепаков.[3]
- 2-й мотострелковый полк.

Командиры полка:
- подполковник Константин Иванович Глушков (погиб 3.09.41 г.).
- майор Апанасенко.

- 106-й отдельный батальон связи. Командир — капитан Титарев.[3]

## Состав
Состав:,
- управление
- 1-й моторизованный полк[1] (мотострелковый полк[3],[14])
- 2-й моторизованный полк[1] (мотострелковый полк[3],[14])
- 540-й самоходный артиллерийский полк[1]
- 540-й стрелковый полк[3],[14])
- 106-й артиллерийский полк[1][3],[14]
- 106-й отдельный батальон связи[3]
- танковый батальон[5]
- 734-я полевая почтовая станция[5] (анкета Лопачёва Петра Дмитриевича, исх № 3431506)
- 596-я полевая касса Госбанка (на 01.10.1941 г.)

## В составе (период)
Соединение входило в состав:
- 28-й армии (15.07. — 31.07.1941)[1];
- 43-й армии (30.07.1941)[15]
- 24-й армии (01.08. — 28.08.1941)[1].